# Staséas de Naples
Staséas est un philosophe péripatéticien du Ier siècle av. J.-C., connu exclusivement par le De finibus de Cicéron.
Il aurait vécu à Rome sous la protection de Marcus Pupius Piso Frugi Calpurnianus, chez qui il était installé à demeure.

## Philosophie
Il eut pour élève le jeune Cicéron qui, plus tard, l’évoque dans le cinquième et dernier livre de son De finibus, au travers duquel il expose, par l’entremise de Pison, la position de l'école péripatéticienne sur la nature du souverain bien et, partant de là, sur la nature de l’âme.
Staséas y soutient que le souverain bien ne peut résider que dans la perfection de la raison et dans l’intégrité du corps.
Dans sa présentation de la nature de l’âme, il met en avant l’appétit désintéressé de connaissance, cognitionis amor et scientiae, qu’il illustre d’abord par l’attitude des enfants (en référence au concept stoïcien d'oïkéiosis, mais dans la ligne proprement aristotélicienne où l'homme a naturellement la passion de connaître), puis par celle des hommes qui trouvent leur bonheur dans l’étude, ingenuis studiis atque artibus. Cicéron met donc en avant la spécificité de l'école de Staséas par rapport au stoïcisme traditionnel, à savoir que "la spécificité rationnelle de la nature humaine est présente dès l'origine et se manifeste dans le désir de connaître qui est celui des enfants".
Suivant Carlos Lévy, ces idées auraient été repris par l’Académicien Antiochos d'Ascalon.